# Wynn Las Vegas
Wynn Las Vegas Resort and Country Club è un hotel e casinò 5 stelle a tema di Paradise. 
Si trova sulla Las Vegas Strip, la via dei più famosi casinò di Las Vegas, nel luogo dove sorgeva il vecchio hotel Desert Inn, e deve il suo nome al proprietario e costruttore, il miliardario Steve Wynn.
Concepito fin dall'inizio per superare in grandezza e lusso le precedenti creazioni di Steve Wynn (il Mirage, il Treasure Island e il Bellagio), l'hotel possiede 2.715 stanze, con dimensioni variabili da 58 m² a 650 m², e un casino di 10.200 m².

## Storia
Il 27 aprile 2000 Steve Wynn acquista lo storico hotel Desert Inn, per una cifra di 270 milioni di dollari. Solo 3 giorni prima si erano festeggiati i 50 anni di vita dell'hotel, e tra le celebrazioni c'era stata anche la chiusura di una "capsula del tempo" che avrebbe dovuto essere riaperta solo nel 2050. Ma la frenetica Las Vegas non ha tempo di guardare al passato, e solo pochi mesi dopo Wynn annuncia che il Desert Inn, ritenuto non più in grado di concorrere con i nuovi maxi-hotel della Strip, avrebbe chiuso entro la fine dell'anno per lasciare spazio a un nuovo complesso più moderno.
La torre principale del Desert Inn venne abbattuta il 24 aprile 2001. Le altre due torri, costruite a metà degli anni novanta, avrebbero seguito la stessa sorte nel 2004: al momento dell'abbattimento avevano solamente 7 anni di vita.
I lavori di costruzione vennero avviati nel giugno del 2002: all'epoca il costo totale preventivato di 2,7 miliardi di dollari rappresentava il più alto budget per la costruzione di un edificio privato mai speso negli Stati Uniti. Per fare un paragone, si pensi che il budget per la ricostruzione dell'intero World Trade Center ammonta ad "appena" 1,7 miliardi di dollari.
Il campo da golf annesso al vecchio Desert Inn venne conservato e prese il nome di Wynn Golf and Country Club.
Il Wynn aprì ufficialmente al pubblico il 28 aprile 2005, giorno del compleanno della moglie di Steve e 55º anniversario dell'ormai defunto Desert Inn.

## Attrazioni
Il Wynn di Las Vegas, a differenza dei precedenti hotel creati sulla Strip da Steve Wynn come il Bellagio o il Mirage, è stato concepito con una filosofia differente: non presenta infatti nessuna attrazione visibile all'esterno dell'hotel per attirare i passanti, ma occorre entrare nell'albergo per godersi lo spettacolo. Wynn ha motivato la scelta dicendo che non sono fonte di guadagno gli osservatori di passaggio, ma solo gli ospiti.
La principale attrazione è una cascata d'acqua che finisce in un lago artificiale di 12.000 m², sui quali vengono proiettate delle immagini, creando lo show denominato "Lake of Dreams".
Il Wynn è anche il primo casino a includere un rivenditore di auto di lusso, Ferrari e Maserati.

## Progetti futuri

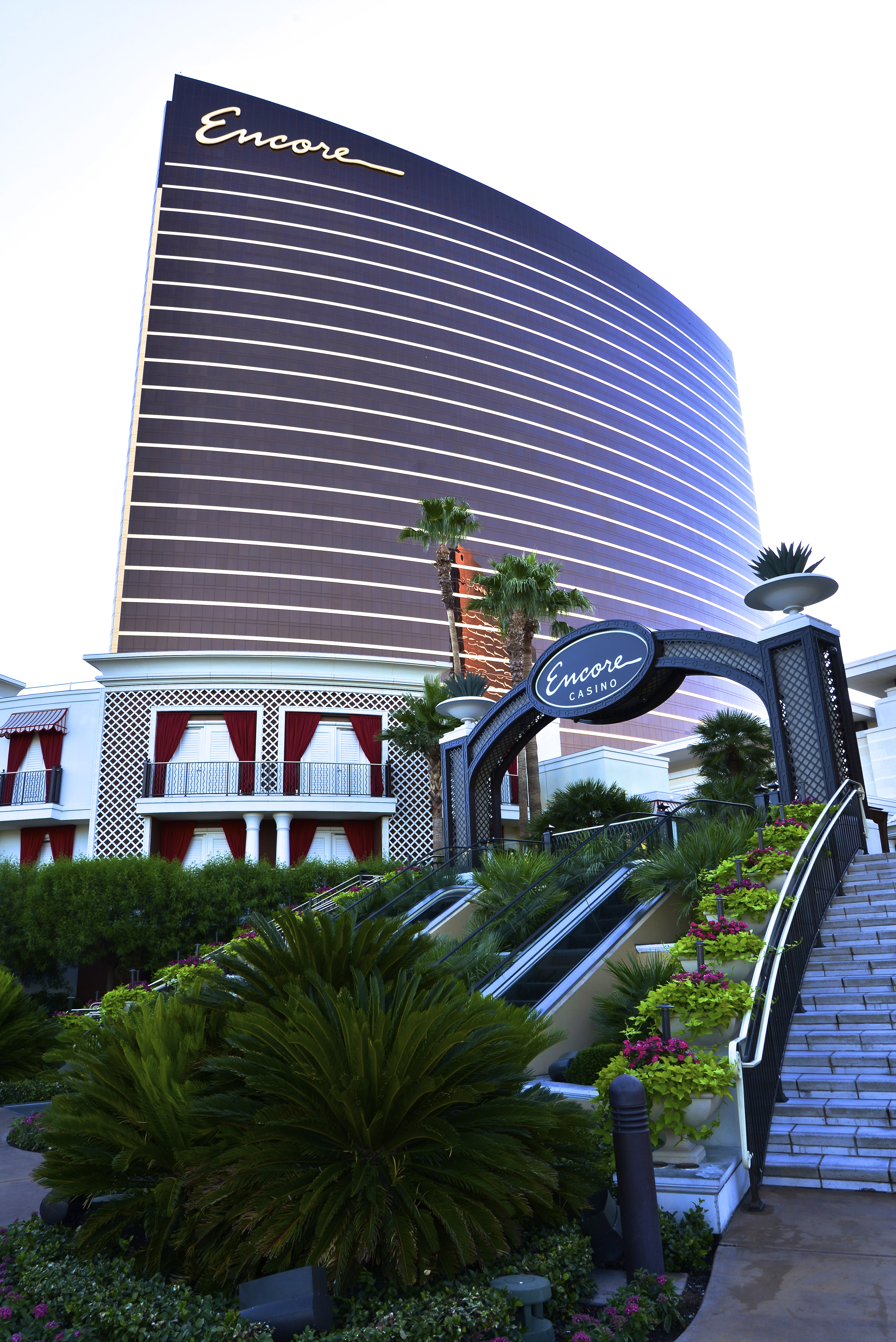
L'Encore terminato

Il 28 aprile 2006 l'hotel celebrò il suo primo anno di vita posando la prima pietra di una seconda torre, chiamata Encore, progettata per un totale di 2.034 stanze e un costo di 2,1 miliardi di dollari. La sua apertura al pubblico è avvenuta il 22 Dicembre 2008.